# Кюстендилская Триодь
Кюстендилская Триодь — среднеболгарский литературный памятник конца XIII века. Состоит из 70 листов пергамента размером 300—305 x 190 мм и 300—305 x 210—215 мм. Она написана в 2 столбца по 38 строк на странице мелким уставным письмом и одноеровым (только ь) двухъюсовым правописанием. Рукопись принадлежит к триодным текстам, в которых сохранились переписи акростихических канонов древнеболгарского писателя Константина Преславского, в том числе его имя — Константин.
Кюстендилская Триодь хранится в 6 местах в Болгарии и за рубежом. Наибольшая часть (55 страниц) находится в Областном историческом музее им. Академика Йордана Иванова — Кюстендил под № 401. В библиотеке Болгарской академии наук в Софии хранится 8 листов под № 39. В Национальной библиотеке Святых Кирилла и Мефодия в Софии хранится 1 лист под № 575. 1 лист триоди хранится под № 59 в Национальной библиотеке им. Ивана Вазова в Пловдиве. В Университетской библиотеке в Кракове, Польша находятся 4 листа. Последний известный фрагмент Кюстендилской триоди хранится в Архиве Санкт-Петербургского филиала Института истории под № 687/3.